# Antiblemma terrigena
Antiblemma terrigena là một loài bướm đêm trong họ Erebidae.